# Магамалиев, Насиб Магомед оглы
Магамалиев, Насиб Магомед оглы (азерб. Məhəməliyev Nəsib Məhəmməd oğlu; род. 11 февраля 1961, Балакенский район) — депутат Национального собрания АР V, VI, VII созывов.

## Биография
Родился 11 февраля 1961 года в селе Газма Балакенского района. Окончил Куйбышевский институт инженеров железнодорожного транспорта, факультет управления процессами перевозок, Бакинский государственный университет, юридический факультет.
Почётный железнодорожник. 
2000 — 2006 Глава исполнительной власти Балакенского района.
2006 — 2015 Глава исполнительной власти Насиминского района Баку.
Член партии Новый Азербайджан.
Депутат Милли Меджлиса V, VI созыва от 109 Балакенского избирательного округа.
Член комиссии Милли Меджлиса по природным ресурсам, энергетике и экологии, комитета по международным отношениям и межпарламентским связям. Член дисциплинарной комиссии Милли Меджлиса.
Руководитель межпарламентской рабочей группы по отношениям с Литвой.
В 2024 году на парламентских выборах в Азербайджане, которые состоялись 1 сентября, одержал победу в Балакенском избирательном округе №110. Официально избран депутатом Милли Меджлиса Азербайджана седьмого созыва, первое заседание которого состоялось 23 сентября 2024 года.